# Lombard (Pferd)
Lombard (* 21. Mai 1967; † 14. September 1994) war ein Rennpferd der Rasse Englisches Vollblut, gezogen vom Gestüt Schlenderhan. Der Fuchshengst mit einer auffälligen, länglichen Blesse war das erste deutsche Galopprennpferd, das eine Lebensgewinnsumme von mehr als eine Million DM erreichte. 
Lombard geht in direkter väterlicher Linie in 20. Generation auf Eclipse zurück, mit dem er die Fuchsfarbe und das spektakuläre Galoppiervermögen teilte. Der Hengst wurde 1971 und 1972 zum Galopper des Jahres gewählt.
1970 verpasste Lombard nur knapp den deutschen Triple Crown, als er das Henckel Rennen in Gelsenkirchen und das Deutsche St. Leger in Dortmund gewinnen konnte, aber im Deutschen Derby in Hamburg-Horn hinter Alpenkönig zweiter wurde. Der zweite Platz im Deutschen Derby war dabei denkbar unglücklich, da es in dem Rennen zunächst einen Fehlstart gab, bei dem Lombard aber bereits eine nennenswerte Strecke im Renntempo zurückgelegt hatte und er erst auf den letzten Metern im eigentlichen Rennen von Alpenkönig abgefangen wurde.